# Begonia × verschaffeltii
Begonia × verschaffeltii es una especie de planta perenne perteneciente a la familia Begoniaceae. 
Es un híbrido compuesto por Begonia maculata Raddi × Begonia manicata Brongn.

## Taxonomía
Begonia × verschaffeltii fue descrita por Eduard August von Regel y publicado en Gartenflora 4: 248. 1855.
Etimología
Begonia: nombre genérico, acuñado por Charles Plumier, un referente francés en botánica, honra a Michel Bégon, un gobernador de la excolonia francesa de Haití, y fue adoptado por Linneo.
eximia: epíteto latino que significa "selecto, distinguido".
Sinonimia
- Begonia × verschaffeltiana Lem.[3]